# HEY! 真昼の蜃気楼
「HEY! 真昼の蜃気楼」（ヘイ まひるのしんきろう）は、T&Cボンバーの8枚目のシングル。2000年7月19日発売。

## 概要
2000年に大阪府堺市で開催された「世界民族芸能祭〜ワッショイ2000〜」テーマソング。
グループとしては最後のシングルである。

## 収録曲
全作詞・作曲：つんく
1. HEY! 真昼の蜃気楼
編曲：松原憲
2. かわいい男性
編曲：鈴木俊介
3. HEY! 真昼の蜃気楼 (Instrumental)

## 参加ミュージシャン
HEY! 真昼の蜃気楼
- ベース：山崎洋
- シタール：若林忠宏
- ストリングス：弦一徹ストリングス
- その他の楽器&ボイス：松原憲
- コーラス：T&Cボンバー・つんく

かわいい男性
- プログラミング&ギター：鈴木俊介
- アコースティックベース：水谷浩章
- コーラス：つんく